# Barry Malkin
Barry M. Malkin (Estados Unidos], 26 de outubro de 1938 — Nova Iorque, 4 de abril de 2019) foi um editor de cinema norte-americano, conhecido pelas contínuas colaborações com Francis Ford Coppola.